# Anjmara
| r · a | S34 | m&a |

| r · a | S34 | m&a |

Anjmara fue un chaty del Antiguo Egipto. Era hijo del faraón Jafra (Kefrén) de la cuarta dinastía pero se desconoce el nombre de su madre. El nombre de Anjmara honra al dios Ra. Fue chaty con el faraón Menkaura (Micerino), ya que era una práctica convencional colocar a los miembros de la familia real en cargos de poder dentro del gobierno.

## Títulos
En su tumba figuran los siguientes:
- Hijo mayor del Rey, de su cuerpo (sA-nswt n Xt=f),
- Juez Principal y Chaty (smsw tAjtj sAb TAtj),[4]
- Tesorero de su padre, el Rey del Bajo Egipto,
- Jefe de rituales de su padre.

## Tumba
La tumba de Anjmara es la T8460 (también llamada LG87), y está en la Necrópolis Central de Gizá, donde se encuentran otros miembros de la familia de Jafra.
La entrada conduce a una capilla excavada en la roca, con dos pilares que la dividen en dos partes. Tras los pilares hay tres tumbas excavadas en el suelo:
- Tumba 1350, que contenía un esqueleto. A su alrededor se encontraron huellas de un hombre y un niño, que, supuestamente, pertenecían a los ladrones de tumbas que violaron la cámara funeraria en la antigüedad.
- Tumba 1351 era un pozo simple.
- Tumba 1352 contenía un sarcófago de piedra caliza colocado contra la pared occidental de la capilla.[3]